# Melanonchora elliptica
Melanonchora elliptica är en svampdjursart som beskrevs av Carter 1874. Melanonchora elliptica ingår i släktet Melanonchora, och familjen Myxillidae. Arten är reproducerande i Sverige.